# Mooreonuphis stigmatis
Mooreonuphis stigmatis är en ringmaskart som först beskrevs av Treadwell 1922.  Mooreonuphis stigmatis ingår i släktet Mooreonuphis och familjen Onuphidae.
Artens utbredningsområde är Mexikanska golfen. Inga underarter finns listade i Catalogue of Life.